# Dage Minors
Dage Minors (Hamilton, 26 ottobre 1995) è un mezzofondista bermudiano.

## Biografia
Rappresentante di Bermuda, Minors ha studiato negli Stati Uniti dove ha proseguito la sua carriera come atleta gareggiando ai campionati NCAA con la Franklin Pierce University del New Hampshire.Per l'arcipelago dell'Oceano Atlantico ha iniziato a gareggiare dal 2011, partecipando ai Giochi CARIFTA di quell'anno. Con i seniores, a livello interregionale, ha preso parte a due edizioni delle Universiadi ed ai Giochi panamericani.

## Palmarès
| Anno | Manifestazione          | Sede           | Evento       | Risultato  | Prestazione | Note |
| ---- | ----------------------- | -------------- | ------------ | ---------- | ----------- | ---- |
| 2011 | Giochi CARIFTA U17      | Montego Bay    | 3000 m piani | Bronzo     | 9'15"21     |      |
| 2012 | Campionati CAC U18      | San Salvador   | 800 m piani  | 7º         | 1'59"00     |      |
| 2013 | Giochi CARIFTA U20      | Nassau         | 800 m piani  | 6º         | 1'55"62     |      |
| 2013 | Island Games            | Hamilton       | 800 m piani  | Bronzo     | 1'55"79     |      |
| 2013 | Island Games            | Hamilton       | 1500 m piani | Bronzo     | 4'01"22     |      |
| 2014 | Giochi CARIFTA U20      | Fort-de-France | 1500 m piani | Bronzo     | 3'58"39     |      |
| 2014 | Campionati CAC U20      | Morelia        | 800 m piani  | 8º         | 2'00"03     |      |
| 2016 | Campionati NACAC U23    | San Salvador   | 800 m piani  | Batteria   | 1'53"32     |      |
| 2016 | Campionati NACAC U23    | San Salvador   | 1500 m piani | 5º         | 4'01"25     |      |
| 2017 | Universiadi             | Taipei         | 800 m piani  | Batteria   | 1'51"43     |      |
| 2018 | Giochi CAC              | Barranquilla   | 800 m piani  | Batteria   | 1'49"30     |      |
| 2018 | Giochi CAC              | Barranquilla   | 1500 m piani | 9º         | 4'10"63     |      |
| 2018 | Campionati NACAC        | Toronto        | 800 m piani  | 10º        | 1'53"10     |      |
| 2019 | Universiadi             | Napoli         | 800 m piani  | Semifinale | 1'51"43     |      |
| 2019 | Universiadi             | Napoli         | 1500 m piani | Batteria   | 3'54"60     |      |
| 2019 | Giochi panamericani     | Lima           | 800 m piani  | Batteria   | 1'50"68     |      |
| 2019 | Giochi panamericani     | Lima           | 1500 m piani | 11º        | 3'48"85     |      |
| 2022 | Giochi del Commonwealth | Birmingham     | 1500 m piani | Batteria   | 3'46"67     |      |